# Wachirawit Ruangwiwat
Wachirawit Ruangwiwat (tiếng Thái: วชิรวิชญ์ เรืองวิวรรธน์, phiên âm: Va-chi-ra-vít Rương-vi-vát, sinh ngày 15 tháng 1 năm 2000) còn có nghệ danh là Chimon (ชิม่อน), là một nam diễn viên người Thái Lan trực thuộc GMMTV. Cậu được biết đến với các vai diễn chính như Sun trong My Dear Loser: Edge of 17 (2017), Wave trong The Gifted (2018), The Gifted: Graduation (2020), Andrew trong Blacklist (2019), Pennhung trong Home School (2023) và Sailom trong Dangerous Romance (2023) của GMMTV.

## Tiểu sử và học vấn
Wachirawit sinh ra ở Bangkok, Thái Lan. Cậu đã hoàn thành chương trình giáo dục trung học (lớp 1-12) tại Assumption College và là một trong những thành viên trong đội bóng đá của trường. Hiện tại cậu đang theo học ngành điện ảnh thuộc School of Digital Media and Cinematic Arts tại Đại học Bangkok.

## Sự nghiệp
Wachirawit bắt đầu bước chân vào làng giải trí với sự xuất hiện trong bộ phim 13 Beloved (2006). Cậu chính thức ra mắt với tư cách diễn viên vào năm 2015 với vai diễn trong bộ phim Ghost Ship (2015) và sau đó nhận vai chính trong Sweet Boy (2016). Sau đó cậu tiếp tục tham gia bộ phim truyền hình Senior Secret Love: My Lil Boy 2 (2016) với vai Toy. Cậu bắt đầu là nghệ sĩ của GMMTV từ năm 2015.

## Các phim tham gia

### Điện ảnh
| Năm  | Tên phim           | Vai     | Ghi chú   | Ref.  |
| ---- | ------------------ | ------- | --------- | ----- |
| 2006 | 13 Beloved         | Đứa trẻ | Khách mời | [ 4 ] |
| 2015 | Ghost Ship         |         | Khách mời |       |
| 2016 | Sweet Boy          | Nack    | Vai chính | [ 5 ] |
| 2016 | Ton Dai Took Tee   | Kant    | Vai chính |       |
| 2019 | Sister S           | Win     | Vai phụ   | [ 6 ] |
| 2019 | Secret in the Rain | Daonuea | Vai chính |       |
| 2020 | The Universe       | Sarawut | Vai chính |       |
| 2022 | Jai Fu Story       | TBA     | Vai chính |       |
| 2022 | School Tales       | Tum     | Vai chính |       |
| 2023 | My Precious        | Bank    | Vai phụ   | [ 7 ] |

### Truyền hình
| Năm  | Tên phim                                      | Vai                             | Ghi chú   | Ref.   |
| ---- | --------------------------------------------- | ------------------------------- | --------- | ------ |
| 2016 | Senior Secret Love: My Lil Boy 2              | Toy                             | Vai phụ   | [ 8 ]  |
| 2017 | My Dear Loser: Edge of 17                     | Sun                             | Vai chính | [ 9 ]  |
| 2017 | Please... Seiyng Reiyk Wiyyan                 | Win                             | Vai chính | [ 10 ] |
| 2017 | My Dear Loser: Happy Ever After               | Sun                             | Khách mời | [ 11 ] |
| 2018 | YOUniverse                                    | Earth                           | Vai chính | [ 12 ] |
| 2018 | Love Songs Love Series: Seb Tid Kwam Jeb Puad | Nui                             | Vai chính | [ 13 ] |
| 2018 | The Gifted                                    | Wasuthorn "Wave" Worachotmethee | Vai chính | [ 14 ] |
| 2018 | Happy Birthday                                | Phana lúc trẻ                   | Vai phụ   | [ 15 ] |
| 2018 | Our Skyy                                      | Sun                             | Vai chính | [ 16 ] |
| 2019 | He's Coming to Me                             | Prince                          | Vai phụ   | [ 17 ] |
| 2019 | Samee See Thong                               | Parn                            | Vai phụ   | [ 18 ] |
| 2019 | Blacklist                                     | Andrew                          | Vai chính | [ 19 ] |
| 2020 | The Gifted: Graduation                        | Wasuthorn "Wave" Worachotmethee | Vai chính | [ 20 ] |
| 2021 | The Player                                    | Dan                             | Vai chính | [ 21 ] |
| 2021 | Put Your Head On My Shoulder (Bản Thái)       | Tar                             | Vai phụ   |        |
| 2022 | Never Let Me Go                               | Ben                             | Vai phụ   | [ 22 ] |
| 2023 | Home School                                   | Pennhung                        | Vai chính | [ 23 ] |
| 2023 | Dangerous Romance                             | Sailom                          | Vai chính | [ 24 ] |
| 2025 | Hide&Sis                                      | Thana                           | Vai chính |        |
| 2025 | (TBA) โปลิศจับขโมย                              |                                 |           |        |

### TV Show
| Năm  | Tên show                                | Ghi chú                               | Chú thích |
| ---- | --------------------------------------- | ------------------------------------- | --------- |
| 2015 | High School Reunion                     | Khách mời (Tập 150)                   |           |
| 2015 | Talk with Toey Tonight                  | Khách mời (Tập 54)                    |           |
| 2016 | Let's Play Challenge                    | Khách mời (Tập 17, 31)                |           |
| 2016 | Cougar on the Prowl                     | Khách mời (Tập 6, 16)                 |           |
| 2017 | #TEAMGIRL                               | Khách mời (Tập 38, 45)                |           |
| 2017 | Q&A with Admin                          | Khách mời (Tập 6)                     |           |
| 2018 | School Rangers                          | Host chính                            |           |
| 2018 | Beauty & The Babes My First Date        | Host chính                            |           |
| 2018 | Talk with Toey One Night                | Khách mời (Tập 67)                    |           |
| 2018 | Yai & the Grandsons                     | Khách mời (Tập 7)                     |           |
| 2019 | Arm Share                               | Khách mời (Tập 14-15, 29, 39, 51, 56) |           |
| 2019 | 5 Golden Rings                          | Khách mời (Tập 71)                    |           |
| 2019 | Off Gun Fun Night Season 2              | Khách mời (Tập 3, 6, 10)              |           |
| 2020 | Play Zone                               | Khách mời (Tập 2)                     |           |
| 2020 | Friend Drive                            | Khách mời (Tập 20)                    |           |
| 2020 | OffGun Mommy Taste                      | Khách mời (Tập 2)                     |           |
| 2020 | Game Nong Gong Phi                      | Khách mời (Tập 2)                     |           |
| 2021 | Talk with ToeyS                         | Khách mời (Tập 34)                    |           |
| 2021 | Live At Lunch: Friend Lunch Friend Live | Khách mời (Tập 8)                     |           |
| 2022 | Safe House 4                            | Thành viên chính                      | [ 25 ]    |
| 2023 | Brand's Mission Show                    | Thành viên chính                      |           |
| 2023 | TayNew Meal Date Special                | Khách mời (Tập 14)                    |           |

### MV
| Năm  | Tên bài hát                                               | Thể hiện                                                          | Vai    | Ghi chú                              | Ref.   |
| ---- | --------------------------------------------------------- | ----------------------------------------------------------------- | ------ | ------------------------------------ | ------ |
| 2015 | "รักเธอคนเดียว" (Ruk Tur Kon Diao/One Love)                 | Nat Sakdatorn                                                     |        | Official music video                 | [ 26 ] |
| 2016 | "เหตุผล ที่ ไม่มี เหตุผล" (Hetpon Tee Mai Mee Hetpon)           | Getsunova                                                         |        | Official music video                 | [ 27 ] |
| 2017 | "ทน ได้ ทุกที" (Ton Dai Took Tee)                            | Matung Radubdow                                                   |        | Official music video                 | [ 28 ] |
| 2017 | "ออก ตัว" (Auk Tua)                                        | Lipta                                                             | Sub    | OST. My Dear Loser: Edge of 17       | [ 29 ] |
| 2018 | "จักรวาล เธอ" (Jukkrawahn Tur)                             | Korapat Kirdpan (Nanon)                                           | Earth  | OST. YOUniverse                      | [ 30 ] |
| 2020 | "เด็ด" (DED)                                               | PiXXiE                                                            |        | Official music video                 | [ 31 ] |
| 2023 | สายลม(Wind) (Sailom)                                      | Wachirawit Ruangwiwat (Chimon)                                    | Sailom | OST. "หัวใจนใสายลม Dangerous Romance" | [ 32 ] |
| 2023 | ไม่ต้องเป็นแฟนก็ได้ (Here with you) (Mai Tong Pen Faen Ko Dai) | Tanapon Sukhumpantanasan (Perth)                                  | Sailom | OST. "หัวใจนใสายลม Dangerous Romance" | [ 33 ] |
| 2023 | ซบกันไปนานๆ (Sunset) (Sop Kan Pai Nan Nan)                 | Tanapon Sukhumpantanasan (Perth) , Wachirawit Ruangwiwat (Chimon) | Sailom | OST. "หัวใจนใสายลม Dangerous Romance" | [ 34 ] |